# Piața Fatahillah

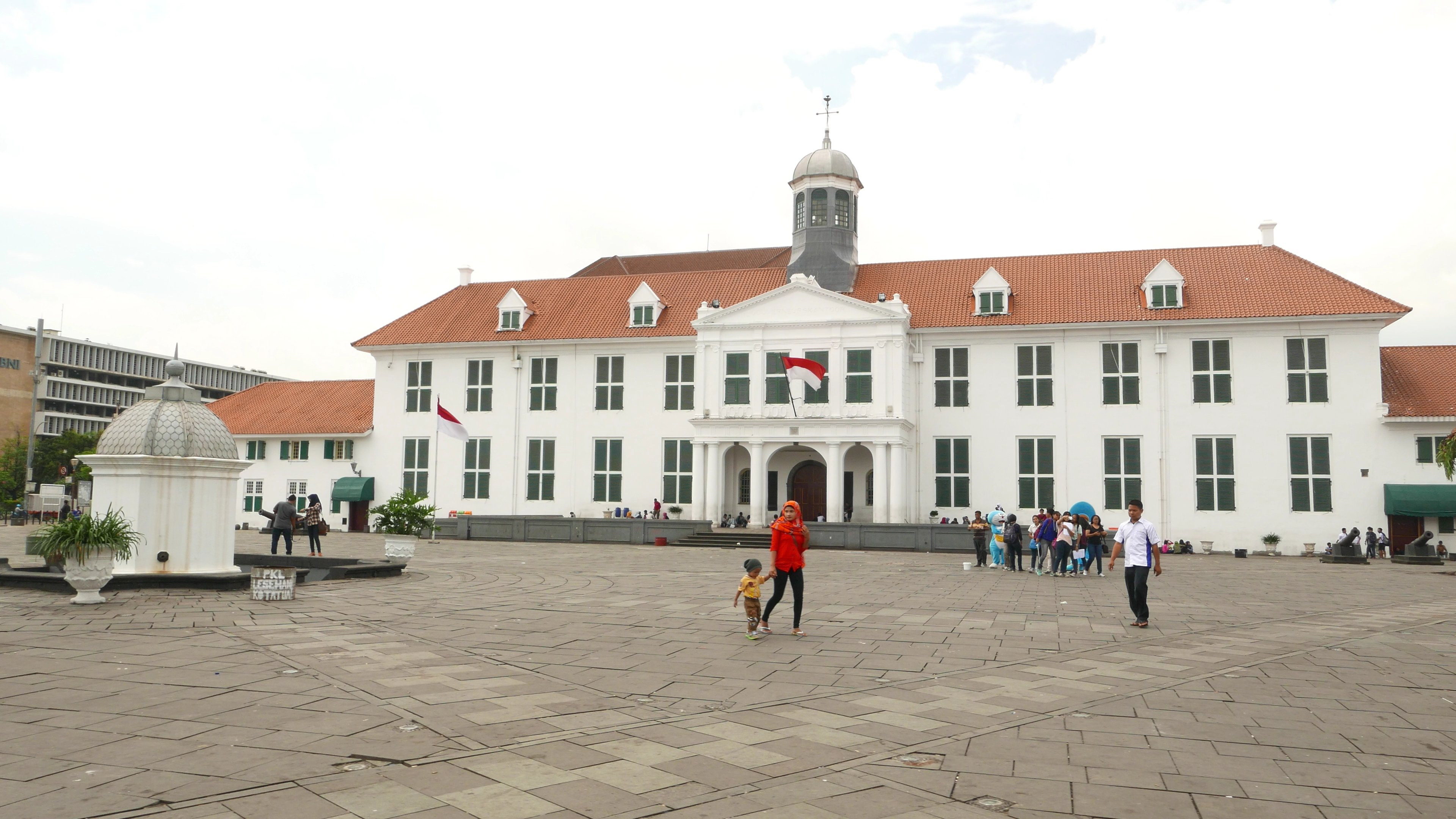
Piața Fatahillah, fântâna arteziană restaurată în secolul al XVIII-lea și Muzeul de Istorie din Jakarta.

Piața Fatahillah (în indoneziană Taman Fatahillah) este centrul istoric al vechiului oraș Batavia. Piața este situată în centrul orașului vechi din Jakarta, Indonezia. Astăzi, piața este o zonă turistică care găzduiește Muzeul de Istorie din Jakarta, Muzeul Wayang și Muzeul de Artă Plastică și Ceramică din Kota, Jakarta.

## Istorie

### Planul înainte de 1632
De la începutul înființării sale, Batavia a fost un oraș fortificat olandez bine planificat. Piața care avea să devină Piața Fatahillah a fost înregistrată pentru prima dată în c.1627 ca Nieuwe Markt („Noua Piață”, în olandeză). La acea vreme, gura de vărsare a râului Ciliwung (numit atunci Groote Rivier, „Râul Mare”) șerpuia spre partea de vest a pieței. Piața avea doar jumătate din dimensiunea pieței actuale, jumătatea de est a pieței actuale era ocupată de magazine. De asemenea, magazinele flancau piața în partea de nord, în timp ce prima primărie a orașului Batavia a fost construită în sudul pieței, în centru spre axa nord-sud a Prinsenstraat (acum Jalan Cengkeh), dovadă a planificării urbane în orașul fortificat. Numele Stadhuisplein a fost probabil dat imediat pieței după finalizarea clădirii primăriei.

### Planul după 1632
În 1632, Batavia a suferit o restructurare majoră. Pentru a consolida sistemul de apărare, guvernatorul general Jacques Specx (1629-1632) a reproiectat Batavia cu un zid exterior al orașului, apărat de un sistem de șanțuri exterioare și interioare. Centrul orașului a fost planificat după o un plan asemănător unei rețele și încrucișat cu o rețea de canale. Pentru a se potrivi cu aspectul tip grilă, Groote Rivier a fost normalizat drept o cale navigabilă dreaptă de la nord la sud. Au fost demolate și prăvăliile din partea de est a pieței. Odată cu normalizarea râului Groote și demolarea caselor dinspre est, piața a devenit complet închisă cu clădiri. Prinsestraat (actualul Jalan Cengkeh), care la început forma strada care ducea la Castel, s-a înființat ca centru urban, legând poarta de sud a Castelului de Primărie, formând o priveliște impresionantă asupra sediului guvernului. De la începutul anului până la sfârșitul secolului al XVIII-lea, Stadhuisplein a fost flancat de clădirea primăriei la sud, o biserică la vest, câteva prăvălii la nord și Tijgersgracht la est.
În 1635, un bazar chinezesc de îmbrăcăminte ocupa partea de nord-vest a pieței. Acest bazar a fost demolat la începutul secolului al XVIII-lea. Locația bazarului de îmbrăcăminte corespunde mai mult sau mai puțin cu zona din fața actualei Cafenele Batavia.

### Perioada modernă
La sfârșitul secolului al XIX-lea, Stadhuisplein a fost traversată cu o linie de tramvai, trecând în diagonală de la Binnen Nieuwpoortstraat la sud (acum Jalan Pintu Besar Utara), la Prinsenstraat (acum Jalan Cengkeh) la nord. Odată cu eliminarea Tijgersgracht-ului și finalizarea Palais van Justitie (acum Muzeul de Artă Plastică și Ceramică), aproximativ în anul 1870, suprafața totală a Stadhuisplein s-a extins ușor spre est. Acest aspect al pieței va deveni aspectul final al pătratului.
La începutul secolului al XX-lea, prăvăliile din nord-est au fost demolate pentru a face loc Post-en telegraaf kantoor aan het Stadhuisplein (acum Oficiul Poștal Kota). Demolarea acestor magazine a stârnit controverse în rândul arhitecților și a cadrelor universitare. Atât Berlage, cât și Karsten, remarcați arhitecți olandezi, au afirmat că adăugarea clădirii va distruge structura orașului tradițional din orașul vechi.

### Perioada post-colonială
Numele Stadhuisplein a persistat până la naționalizarea numelor străzilor în Indonezia, când numele a fost schimbat în Taman Fatahillah („Piața Fatahillah”) după Fatahillah, un comandant pre-olandez din secolul al XVI-lea al Sultanatului Demak, care a recucerit orașul-port de la portughezi.
În anul 1970, restaurarea pieței și a câtorva puncte de reper din orașul vechi a fost făcută de guvernatorul Ali Sadikin. Fosta primărie a fost transformată în muzeu de istorie în 1974. Tot în acel an, fântâna arteziană din secolul al XVIII-lea a fost restaurată în mijlocul pieței.